# Rezerwat przyrody Śrubita
Rezerwat przyrody Śrubita – ścisły rezerwat przyrody w Beskidzie Żywieckim. Leży na terenie miejscowości Rycerka Górna w gminie Rajcza, w powiecie żywieckim. Rezerwat ma charakter leśny, ale jego rodzaj nie został jednoznacznie określony w akcie prawnym. Leży w granicach Żywieckiego Parku Krajobrazowego.
Rezerwat utworzony został zarządzeniem Ministra Leśnictwa i Przemysłu Drzewnego z dnia 28 grudnia 1957 roku (M.P. z 1958 r. nr 9, poz. 52). Celem ochrony w rezerwacie jest zachowanie ze względów naukowych i dydaktycznych fragmentu pierwotnego lasu jodłowo-bukowego, właściwego dla regla dolnego w Beskidach. Obejmuje powierzchnię 24,99 ha.
Rezerwat obejmuje przyszczytowe partie zachodnich stoków góry Bugaj w grupie Wielkiej Raczy na wysokości od 780 do 960 m n.p.m. Dużą część rezerwatu obejmuje osuwisko i prawdopodobnie dzięki temu, że jego powierzchnia jest silnie zaburzona, a koluwium (jęzor osuwiska) zbudowane jest z glin, silnie nasiąkniętych wodą, teren ten nie został objęty gospodarką leśną polegającą na wycince lasu mieszanego i zasianiu plantacji świerkowych.
Ochronie podlega starodrzew stanowiący fragment dawnej Puszczy Karpackiej, który tworzy typowa dla tutejszego regla dolnego przejściowa postać śląsko-żywiecka żyznej buczyny karpackiej. Potokom towarzyszą olszyny górskie. W rezerwacie oprócz dorodnych buków rosną liczne stare jodły sięgające 50 m wysokości, których pnie mają często i po 100 cm średnicy w pierśnicy. W 2011 r. odkryto tu okaz świerka pospolitego o wysokości 51,8 m, uznanego wówczas za najwyższe drzewo rosnące w Polsce. Obecnie (2018 r.) utracił on tę pozycję na rzecz daglezji, rosnących w Bystrej Krakowskiej w Beskidzie Śląskim (53–57 m wysokości).
Pod okapem starych drzew dobrze odnawia się buk. W runie, co jest charakterystyczne dla wspomnianej postaci śląsko-żywieckiej buczyny, występują wszystkie trzy rodzime gatunki żywców: żywiec gruczołowaty, żywiec cebulkowy i żywiec dziewięciolistny. Obok nich rosną tu inne typowe gatunki dla tego zespołu leśnego: gwiazdnica gajowa, przytulia wonna, paprotnik kolczysty i nerecznica szerokolistna. Z rzadkich w Polsce gatunków roślin stwierdzono występowanie tocji karpackiej.
Na terenie rezerwatu występują też zbiorowiska ziołoroślowe, w których duży udział mają: świerząbek orzęsiony, omieg górski oraz parzydło leśne.
Fauna rezerwatu charakteryzuje się występowaniem takich ssaków jak: jeleń, borsuk, lis, kuna leśna, przejściowo wilk. Rezerwat stanowi również ostoję rysia i jarząbka. Interesującą grupę stanowią także liczne chrząszcze, których ulubionym miejscem występowania są stare, obumierające drzewa.
Teren rezerwatu został udostępniony do zwiedzania, ale zły stan ścieżki dydaktycznej doprowadził do nadmiernej penetracji obszaru chronionego. Zadania ochronne rezerwatu obejmują udrożnienie i konserwację ścieżki pieszej w rezerwacie przez Nadleśnictwo Ujsoły.